# Noord-Banaat

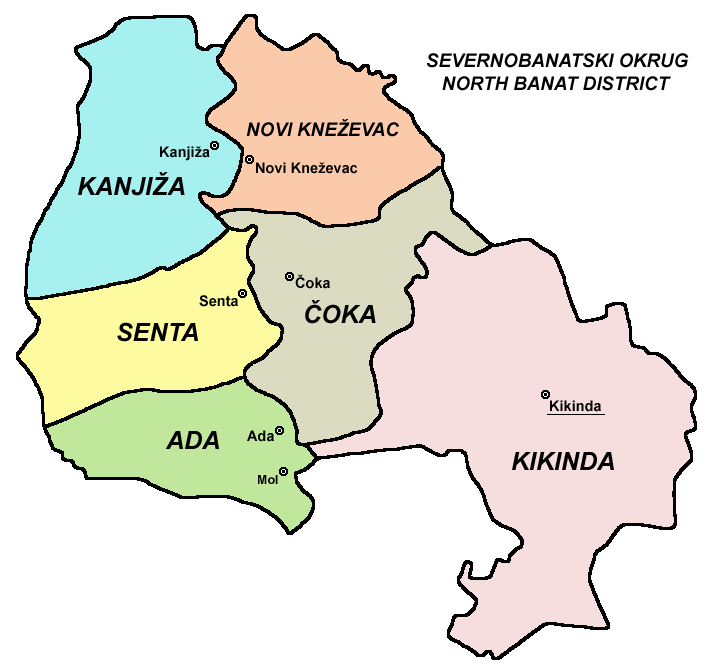
gemeenten

Noord-Banaat (Servisch: Северно-Банатски округ of Severno-Banatski okrug; Hongaars: Észak-bánsági körzet) is een district in de Servische regio Vojvodina. De hoofdstad is Kikinda.
Het district bestaat uit 6 gemeenten waarvan drie op de westoever en drie op de oostoever van de rivier de Tisza liggen. Ten westen van de Tisza zijn de etnische Hongaren ruim in de meerderheid, ten oosten van de rivier heeft alleen Coka een Hongaarse meerderheid. Historisch gezien maken de gemeenten op de westoever geen deel uit van de Banaat maar behoren tot de landstreek Bačka.
Noord-Banaat bestaat uit de volgende gemeenten:
- Kanjiža
- Senta
- Ada
- Čoka
- Novi Kneževac
- Kikinda

## Bevolkingssamenstelling
Het district heeft een relatieve meerderheid van Hongaren, daarnaast wonen er nog vele andere bevolkingsgroepen. (Zie: Hongaarse minderheid in Servië)
Bevolkingssamenstelling district (census 2011):
| Nationaliteit  | Aantal  | Percentage |
| -------------- | ------- | ---------- |
| Hongaren       | 68,915  | 46,64%     |
| Serviërs       | 63,047  | 42,67%     |
| Roma           | 4,769   | 3,23%      |
| Joegoslaven    | 665     | 0,45%      |
| Kroaten        | 530     | 0,36%      |
| Roemenen       | 421     | 0,28%      |
| Albanezen      | 264     | 0,18%      |
| Montenegrijnen | 247     | 0,17%      |
| Slowaken       | 207     | 0,14%      |
| Macedoniërs    | 198     | 0,13%      |
| Duitsers       | 137     | 0,09%      |
| Moslims        | 135     | 0,09%      |
| Overige        | 8,235   | 5,57%      |
| Totaal         | 147.770 |            |